# Берг, Гуннар
Гуннар Берг (норв. Gunnar Berg; 21 мая 1863, Свольвер (ныне фюльке Нурланн, Норвегия) — 23 декабря 1893, Берлин) — норвежский живописец, представитель Дюссельдорфской художественной школы.

## Биография
Гуннар Берг родился на Лофотенских островах, расположенных в Норвежском море у северо-западного побережья Норвегии. Он был старшим из 12 братьев и сестер, родившихся в семье. С 1875—1881 посещал школу при церкви Тронхейма.
С юных лет отличался талантом к рисованию. Брал частные уроки рисования и живописи у художника Йоханнессена. Позднее учился в ремесленном училище в Бергене.
Затем с 1883 по 1885 обучался в Германии в Дюссельдорфской академии художеств.
После окончания академии до своей смерти, Г. Берг жил и работал в Дюссельдорфе и Берлине.

## Творчество
Имя Гуннара Берга связывают с Дюссельдорфской школой живописи. Прославил своё имя картинами, воспевающими суровую красоту родных художнику Лофотенскихе островов, куда он почти ежегодно приезжал в начале путины.
Берг рисовал сцены родного города, морские ландшафты и пейзажи. Основной темой его картин были труд рыбаков; горы и море как в летнюю, так и зимнюю пору. Кроме того, писал портреты, чаще всего рыбаков.
К наиболее знаменитым картинам художника относят батальное полотно «Битва в Троллфьорде», на котором изображено морское сражение 1890 года за контроль над местом вылова рыбы между владельцами крупных паровых рыболовецких судов с рыбаками и шкиперами фьорда. Сейчас эта картина находится в галерее Гуннара Берга в г. Свольвере.
«Битва в Троллфьорде» стала последней крупной работой художника. В 1891 у него обнаружили злокачественную опухоль на ноге, и её пришлось ампутировать. Здоровье Берга ухудшалось, осенью 1893 года он заболел пневмонией.
Умер художник в Берлине в 1893 году. Похоронен на одном из островов в Свольвере.
Картины Г. Берга представлены в Национальном музее в Осло, Бергене, Музее искусств и Национальном музее в Стокгольме.

## Галерея

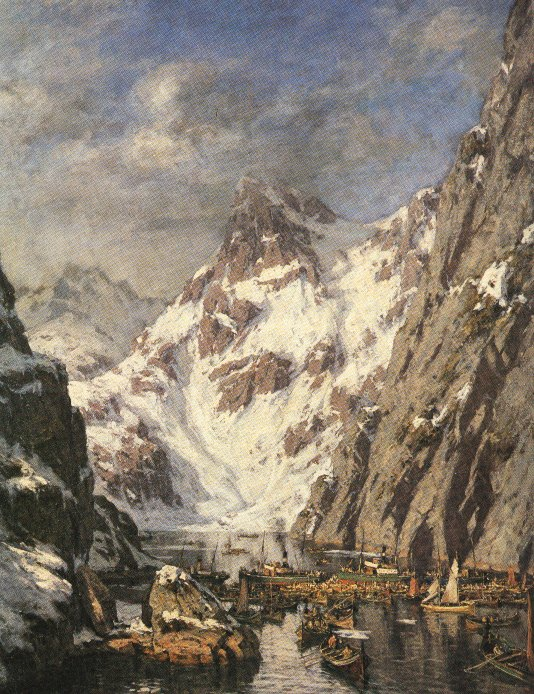
Битва в Троллфьорде  (1890)
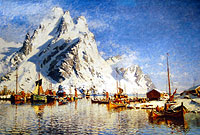
Свольве
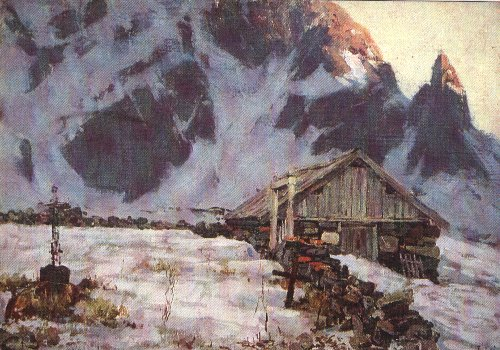
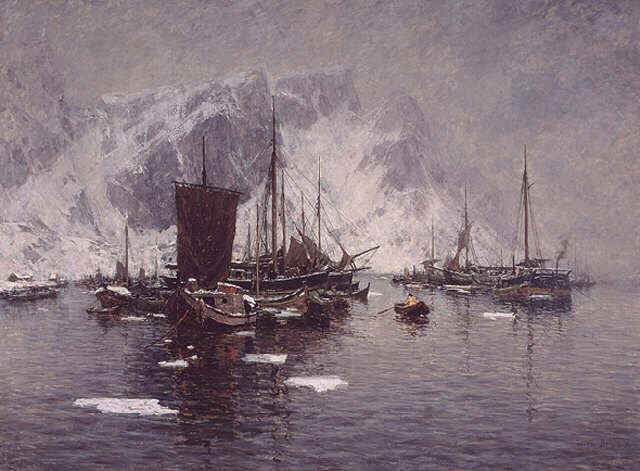
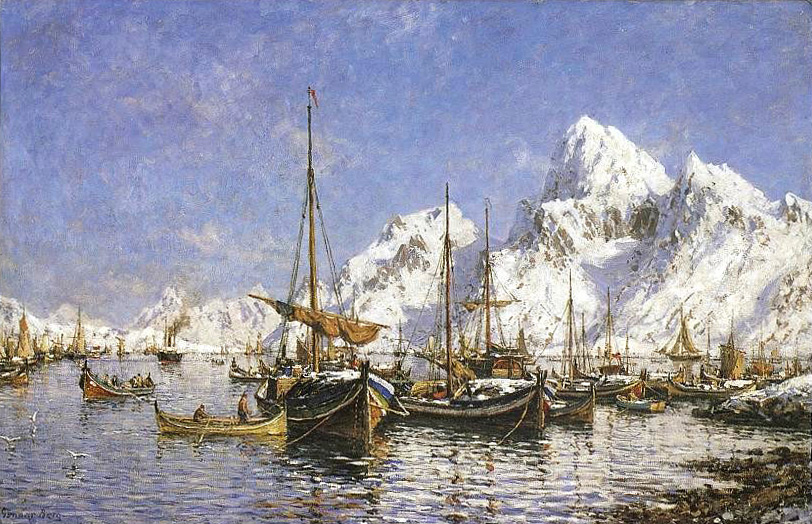
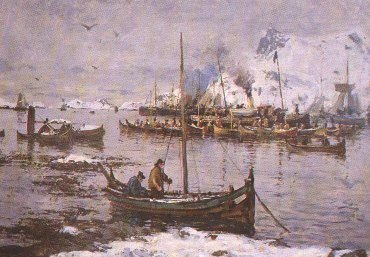